# Portugese parlementsverkiezingen 2011

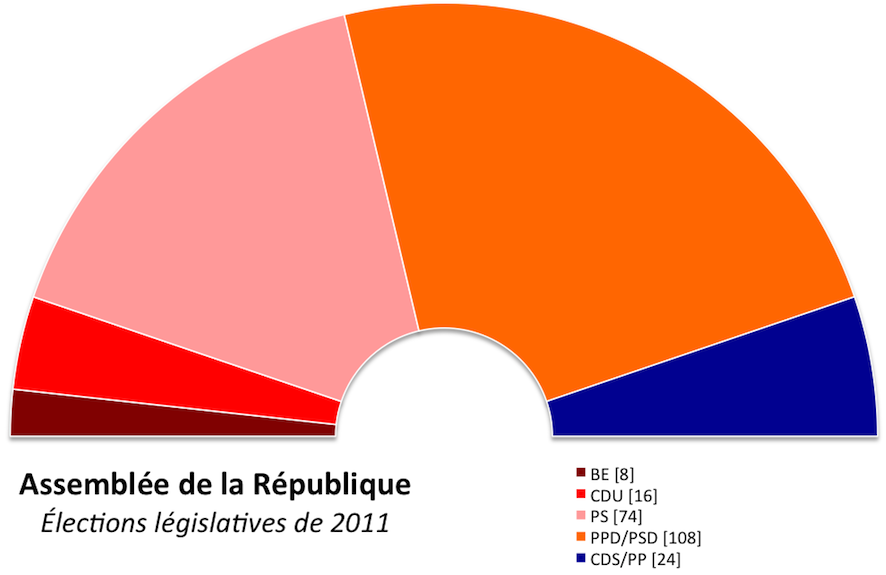
Zetelverdeling na de verkiezingen van 2011

De Portugese parlementsverkiezingen vonden plaats op 5 juni 2011. De verkiezingen werden gewonnen door de gematigd conservatieve Partido Social Democrata (PSD) onder leiding van Pedro Passos Coelho. De zittende premier José Sócrates van de Socialistische Partij werd daarbij verslagen.

## Achtergrond
De regering wilde een beroep doen op het European Financial Stability Facility, een noodfonds dat door de Europese Unie in het kader van het bestrijden van de Europese staatsschuldencrisis van 2010 in het leven was geroepen. De regering had daarvoor niet overlegd met de president en ook het parlement niet geraadpleegd. De oppositie maakte bezwaar tegen verschillende bezuinigingen die als voorwaarden werden verbonden aan de Europese leningen aan Portugal. Sócrates gaf leiding aan een minderheidsregering en alleen zijn eigen Socialistische Partij was ervoor om een beroep te doen op het noodfonds. Een meerderheid was dus tegen. Socrates besloot daarom om 23 maart af te treden. President Aníbal Cavaco Silva overlegde met de oppositiepartijen en er werden voor 5 juni verkiezingen uitgeschreven. 
Op 6 april richtte Socrates zich tot de Europese Unie en vroeg om een bail-out. De Europese Unie en het Internationaal Monetair Fonds zegden 78 miljard euro toe aan hulp. Er werden wel verschillende voorwaarden aan de steun. Zo moest Portugal zijn begrotingstekort, op dat moment nog ruim 9 procent, in 2013 hebben teruggebracht tot de EU-limiet van 3 procent. Portugal was na Griekenland en Ierland het derde land dat een beroep deed op het noodfonds. Socrates gaf aan dat hij alles had geprobeerd, maar dat dit de enige mogelijkheid was die hem ter beschikking stond. De PSD liet weten dat zij Socrates’ plan zouden steunen in het parlement.
Finland dreigde nog bijna een stokje voor de bail-out te steken. Jyrki Katainen, de Finse minister van Financiën, had in zijn eigen land te maken met verkiezingen waar de eurosceptische Finnenpartij op een grote winst afstevende. Uiteindelijk nam deze partij geen zitting in de regering en stemde ook Finland in met bail-out.
Passos Coelho, leider van de PSD, erkende in de verkiezingscampagne dat het land moet bezuinigen, maar aarzelde over het verhogen van de belastingen. De partij wilde onder meer snijden in de uitgaven voor de infrastructuur.
De PSD behaalde bij de verkiezingen 108 van de 230 zetels en werd daarmee de grootste partij. De Socialistische Partij verloor haar meerderheid. Na de verkiezingen stapte Sócrates op als partijleider.
Na de verkiezingen sloot Coelho een coalitie met de CDS-PP. Op 21 juni trad hij aan als de nieuwe premier.

## Uitslag
| Partij          | Partij                          | Stemmen   | %     | ±%    | zetels | verschil |
| --------------- | ------------------------------- | --------- | ----- | ----- | ------ | -------- |
|                 | Sociaaldemocratische Partij     | 2.159.181 | 38,66 | ▲ 9.6 | 108    | ▲ 27     |
|                 | Socialistische Partij           | 1.566.347 | 28,04 | ▼ 8,6 | 74     | ▼ 23     |
|                 | Volkspartij                     | 653.888   | 11,71 | ▲ 1,3 | 24     | ▲ 3      |
|                 | Unitaire Democratische Coalitie | 441.147   | 7,90  | ▲ 0,0 | 16     | ▲ 1      |
|                 | Links Blok                      | 288.923   | 5,17  | ▼ 4,6 | 8      | ▼ 8      |
|                 |                                 |           |       |       |        |          |
| Overigen        | Overigen                        | 247.106   | 4,43  |       |        |          |
| Blanco-ongeldig | Blanco-ongeldig                 | 228.071   | 4,08  |       |        |          |
| Totaal          | Totaal                          | 5.585.054 | 100%  |       | 230    |          |